# Viceadmiral (Bundesmarine)
Viceadmiral (izvirno nemško Vizeadmiral; okrajšava: VAdm; kratica: VADM) je admiralski čin v Bundesmarine (v sklopu Bundeswehra). Čin je enakovreden činu generala (Heer in Luftwaffe).
Nadrejen je činu kontraadmirala in podrejen činu admirala. V sklopu Natovega STANAG 2116 spada v razred OF-8, medtem ko v zveznem plačilnem sistemu sodi v razred B9.
S položajem viceadmirala sta povezana položaja inšpektor Bundesmarine in poveljnika flote, višjimi položaji znotraj Bundeswehra (npr. v Vodstvenem štabu za oborožene sile) oz. s kakšnim visokim položajem v mednarodnih vojaških organizacijah.

## Oznaka čina
Oznaka čina, ki je sestavljena iz enega zlatega traku, dveh zlatih debelejših črt in ene zlate zvezde, je v dveh oblikah: narokavna oznaka (na spodnjem delu rokava) in naramenska (epoletna) oznaka.
Poveljniška zastava viceadmirala je sestavljena iz malteškega križa z eno piko (v levem zgornjem kotu) na beli podlagi.
Galerija
- Narokavna oznaka
- Naramenska (epoletna) oznaka
- Poveljniška zastava